# 斯德哥尔摩国际和平研究所

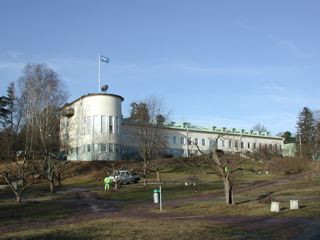
斯德哥尔摩国际和平研究所的总部设在索尔纳

斯德哥尔摩国际和平研究所（英語：Stockholm International Peace Research Institute，简称：SIPRI）是一个致力于研究冲突，军备，军备控制以及裁军的国际独立机构。该研究所于1966年创立。根据开放的资料，斯德哥尔摩国际和平研究所为决策者，研究人员，媒体以及感兴趣的公众提供数据，分析以及建议。
2014年斯德哥尔摩国际和平研究所在非美国外交政策智库指数排名第三。2020年，该研究所在全球智库中排名第34位。
研究所是根据瑞典议会的决定成立的。研究所每年获得瑞典政府的资助，约占其年度预算的45%。此外，还依靠其他组织的资金支持，以开展其研究项目。所长由瑞典政府任命。

## 研究工作
斯德哥尔摩国际和平研究所的研究工作由约46名研究人员和研究助理组成的国际团队负责。目前，该研究所的研究项目主要聚焦于军备与裁军、冲突、和平与安全以及和平与发展等主题。
研究领域包括：
- 武器和军费开支
- 化学与生物武器
- 两用武器与武器贸易管制
- 新兴军事与安全技术
- 欧盟不扩散与裁军联盟
- 大规模杀伤性武器
- 核裁军、军备控制和不扩散
- 非洲
- 亚洲
- 欧洲
- 中东和北非
- 和平行动与冲突管理
- 气候变化与风险
- 和平环境
- 粮食、和平与安全
- 治理与社会
- 建设和平与复原力

### 出版物
研究所通过出版书籍和报告、举办研讨会和会议，将研究成果传播给政策制定者、研究人员、记者及公众。该研究所致力于提供公正的事实，帮助国家和个人更好地理解当今现实，提升其在全球和平与安全领域的声誉。
《斯德哥尔摩国际和平研究所年鉴》于 1969年11月12日首次出版，是一份权威资料来源，为政治家、外交官和记者提供有关军备、武装冲突和裁军的独立分析。该年鉴翻译成多种语言，包括阿拉伯语、中文、俄语和乌克兰语，摘要则有多种语言版本，如荷兰语、法语、意大利语、韩语、波斯语、西班牙语和瑞典语。
出版系列：
- 年鉴：军备、裁军和国际安全
- 年鉴摘要（英文和其他多种语言）
- 牛津大学出版社出版物
- 研究论文
- 政策简报
- 资料（fact sheet)和背景文件
- 数据库

### 数据库
斯德哥尔摩国际和平研究所（SIPRI）的研究项目维护着大量数据库，涵盖了军事开支、军火生产、武器转让、化学和生物战争、国家和国际出口管制、军备控制协议、重大军备控制事件年表、军事演习以及核爆炸等重要内容。这些数据库为政策制定者、研究人员和公众提供了宝贵的资料和分析，支持全球范围内的裁军和安全研究。

#### SIPRI 武器转让数据库
展示了自1950年以来主要常规武器的国际转让情况，是公开可获得的最全面的信息来源。该数据库每年春季更新，为监测和评估全球主要常规武器的国际流动提供了宝贵的工具，帮助学者、政策制定者和公众更好地理解全球军备转让的趋势和影响。

#### 趋势指标值（TIV）
TIV是该研究所为量化主要常规武器的国际转让而开发的一种指标。它通过衡量武器的军事能力，而非价格，来反映交付的规模和影响。TIV有助于更直观地理解全球武器流动的趋势和分布，并为政策制定者和研究人员提供有效的分析工具。

#### 与武器贸易条约 (ATT) 相关的合作与援助活动数据库
研究所维护一个与武器贸易条约 (ATT) 相关的合作与援助活动数据库，涵盖自2012年以来的小武器和轻武器 (SALW) 管制及武器转让的合作。该数据库帮助各国实施2001年联合国《小武器和轻武器行动纲领》和2013年《武器贸易条约》相关条款，促进更高效的武器控制与合作活动。

#### SIPRI军火工业数据库
提供了对全球100家最大的武器生产和军事服务公司的报告，详细列出了这些公司的年度销售情况和其他重要数据。

#### 多边和平行动数据库
自2000年起收集了所有多边和平行动的相关数据，包括派遣的人员数量、国家贡献、死亡人数以及预算信息。

#### SIPRI 军费开支数据库
报告了全球大多数国家的年度军费开支数据。

## 合作伙伴
- 斯德哥尔摩环境研究所 (Stockholm Environment Institute)
- 斯德哥尔摩国际水研究所 (Stockholm International Water Institute)
- 斯德哥尔摩复原力中心 (Stockholm Resilience Centre)